# 近藤宮子
近藤宮子（こんどう みやこ、1907年3月21日 - 1999年4月8日）は、日本の唱歌作詞家。唱歌「チューリップ」、「こいのぼり」作詞者。　　

## 来歴
国文学者の父・藤村作が広島高等師範学校（後の広島大学）へ教授として赴任した1907年、広島県広島市国泰寺町（現在の中区国泰寺町）に出生。母・季子は東京音楽学校師範科（後の東京芸術大学音楽学部）の第1回卒業生。広島高師附属中学、山中高等女学校の音楽教師を務めた。父・藤村作は明治時代に自由民権運動に加わったこともあり、宮子の進歩的な生き方は両親からの影響が大きいと見られている。1910年、父が東京帝国大学文学部助教授に転任、東京市外千駄ヶ谷に転居。府立第三高女（現・東京都立駒場高等学校）国文科卒。1931年、父の教え子で東京音楽学校講師・国文学者の近藤忠義と結婚、専業主婦となる。当時は東京帝国大学に近い本郷に居を構えた。
大正時代の童謡運動を経て、1930年に日本音楽著作権協会（JASRAC）が「新しい唱歌教材を作ろう」と童謡の作詞10篇の詞を全国で募集した。10篇の題名は「テフテフ、タンポポ、オウマ、チューリップ、カミナリサマ」などである。一般公募を行ったが、よい作品は少なく、困ったJASRACが秘かに内部で詞を調達することにした。そこでJASRACの理事で唱歌研究部委員だった作曲家・福井直秋が、親しかった幼稚園唱歌研究部に関わっていた藤村作に作詞を依頼した。しかし藤村は「国文学者といったって幼児の心は分からない。娘の宮子なら出来るだろう」と、同年春、8月末か9月初め頃、宮子は夫・忠義を介して子供のための作歌を頼まれる。当時宮子にはまだ子どもは生まれていなかったが、宮子は府立第三高女の女学生だったころ、『赤い鳥』について書いた文章が校友会誌に載ったこともあった文学少女であった。作歌中満州事変が勃発。約1ヶ月の間に「チューリップ」、「こいのぼり」、「オウマ」など10編を作歌、作品を協会に提出し全て採用された。「チューリップ」の最後の一節「どの花見てもきれいだな」の詞には、当時日本が暗い時代に突入していく中で宮子が抱いた「どんな小さなものにも、等しくいいところがある」という気持ちをひそかに込めた。「チューリップ」は1932年（昭和7年）刊行された『ヱホンシヤウカ ナツノマキ』（絵本唱歌）で発表されたが、宮子の作った作品は全て無名著作物として公表され、著作権はJASRACとされた。同年東京高等師範学校附属小教師・井上武士が「チューリップ」を作曲。作詞者不詳のまま出版された。『ヱホンシヤウカ』の募集要項に「全作品の著作権はJASRACのものとする」という一項があったとされるが、当時の「著作権」の恩恵は、せいぜい楽譜出版や演奏会で印税が入ってくる程度で、作者もあまり気にかけなかった。
その後専業主婦として2人の子を育て、激動の時代を送る。夫の忠義のみならず、弟の赤城さかえが左翼活動に関与し心を痛めた。
1940年代後半にJASRACが本格的に活動を開始、無名の著作物に関しては、作者から名乗りを上げていく流れとなった。しかし宮子は多くの作品が作者不詳でもあり、歌いつがれていくならよし、と思いこの後も名乗りでる事はなく過ごした。
戦後は青空保育や生協運動に携わる。厚木基地近くの神奈川県大和市林間で、次男と同居していたときには、反基地運動に加わったりした。「チューリップ」は音階がドからラまでと狭く、歌詞が明快で幼児に親しみやすいことから、春になると幼稚園や保育園で歌われ続けた。「こいのぼり」はおかあさんが登場しない歌ながら、歌詞とメロディーのアクセントが見事に一致した名曲と評価され、孫たちが保育園で「チューリップ」や「こいのぼり」を習ってくると「それ、おばあちゃんが作ったの」ということはあっても、それ以上誰に吹聴することはなかった。宮子としては「『チューリップ』が歌い継がれたのは、井上武士先生の作曲が良かったからで、自分の死後も子どもたちが歌ってくれるだけでうれしい」という気持ちがあり、小出浩平が「チューリップ」の著作権は自分と主張していなければ、歌詞はずっと「作者不詳」でいいと思っていた。
1960年代に入り更に著作権の改正問題が起きた。「チューリップ」などの人気曲はJASRACの貴重な財源でもあり、当時のこの協会の人物が著作権の延命を図るため「チューリップ」などの作品を自らの作詞として登録してしまった。
1931年に作歌してほぼ40年後の1970年、著作権法が約70年ぶりに全面改正され公布が決定、著作権の記事が出始め、一般にもよく知られることとなる。この頃、赤旗編集部の記者をしていた宮子の長男・創が子供の時、「こいのぼり」の作詞はお母さんよ、と聞かされたと他の記者に話すと興味を持たれ、取材後記事として世に出て大きな注目を集めることとなった。神奈川県大和市から裁判中に世田谷区南烏山に転居した。
著作権保護期限が迫った1982年、JASRACは「著作権は小出浩平氏」と発表、著作権者を小出に改めた。この変更で作詞の権利は小出の死後50年まで延長された。小出は曲に関しても井上武士の死後1983年に「チューリップ」の作詞・作曲者とも自分だと千葉地裁に訴えを起こしていたが、こちらも判決は井上が作曲者として判決が出され敗訴していた。戦後に連合国軍最高司令官総司令部（GHQ）がそれまで著作権が曖昧だった作品について、「作者は届けるように」と指示し、以降時代とともに人気曲は、カラオケや放送などで作者の知らないところでどんどん使用されるようになり、権利者に莫大な使用料が入るようになっていた。当時で「チューリップ」の詞・曲の両方で年間約400万円の使用料がJASRACに入っていた。この裁判時に井上の遺族が井上の日記に作詞が近藤と書かれているのを見つけて、宮子に接触し、宮子は小出が詞・曲とも自分のものにしようとしていることを知った。宮子は「井上先生の御恩返しにもなる」との気持ちから、ウソはいけないと1983年、宮子76歳で裁判を起こす。裁判では宮子が1970年に事情を知る「チューリップ」の作曲者・井上武士に勧められ、著作権登録をしようとJASRACに連絡したら、小出に会うよう言われ、小出から時間が経ち過ぎていて、もはや登録できないと言われた、それで一旦は諦めたが、歌詞の著作権を持つことの確認を求め、裁判を起こしたなどと説明。この主張に対して小出側は「『ヱホンシヤウカ』の編集をしていた自分が、応募作にいいものがなくて自分で作った」などと反論。宮子は詞の出来た様子などを詳しく証言。1審、2審と控訴上告が続くが、1993年、相手が上告せず、宮子の勝訴が確定、正式に「チューリップ」、「こいのぼり」ほか全作品の作者として認められた。この時86歳、大きな話題を呼んだ。殆ど物証が無いにも関わらず裁判官が心証によって判決を断定した珍しいケースであった。判決理由で松野喜貞裁判長は「作詞の動機に関する小出さんの説明は抽象的で疑問が多い。作詞者として一貫した行動を考えると、近藤さんが本当の作詞者と認められる」と述べた。近藤が裁判で「チューリップ」の詞「どの花見てもきれいだな」の一節に込めた思いについて「赤も白も黄色も、それぞれの美しさ、良さがある、何事にもいいものもがあり、特に弱いものには目を配りたい」と述べた話が信憑性が高いと見られた。それまで作詞者として名乗っていた小出浩平側と、それを認めて著作権登録したJASRACは「作詞者の権利を侵した」として損害賠償の支払いを命じられた。ある児童研究家は「著作権は審査が厳密でない。早い者勝ち、力のある人が申請するという側面がある。JASRACは裁判所でないから、厳しい認定を求めるのは元々無理」と解説している。
1999年死去。享年92。墓所は多磨霊園。
なお『こいのぼり』の作曲者は今も不明なほか、唱歌・童謡には「われは海の子」など、現在も作者不詳のものが多数ある。